# Стефанів Опанас Авксентійович
Стефанів (Стефанів-Затварський) Опанас Авксентійович (нар. 2 листопада 1891, Рожище — пом. невідомо) — український військовий діяч, полковник Армії УНР. У квітні 1920 року — тимчасовий виконувач обов'язків начальника штабу Армії УНР.

## Життєпис
Опанас Стефанів народився 2 листопада 1891 року в містечку Рожище Луцького повіту Волинської губернії. Закінчив Луцьку гімназію, а у 1914-му — Чугуївське військове училище.
З училища вийшов підпоручиком і був приписаний до Сибірського телеграфного батальйону, у складі якого брав участь у Першій світовій війні. Закінчив один курс Військової академії Генерального Штабу. У 1917 році Стефанів займав посаду виконуючого обов'язки начальника штабу 62-ї піхотної дивізії. В російській армії дослужився до звання капітана.
З 14 вересня 1918 року Опанас Стефанів — старший ад'ютант штабу окремої Запорізької дивізії Армії Української Держави. 22 січня 1919 року Стефаніва призначено на посаду начальника штабу Запорізького корпусу Дієвої армії УНР. Влітку—восени 1919 року — начальник штабу 6-ї Запорізької дивізії. У грудні був інтернований польською владою. У січні 1920 року Стефанів втік з табору для інтернованих до Армії УНР, що на той час проводила Перший Зимовий похід. Через хворобу на тиф військовик зміг наздогнати армію лише у березні. З 14 по 24 квітня 1920-го Опанас Авксентійович тимчасово виконував обов'язки начальника штабу Дієвої армії УНР. У травні 1920-го був призначений на посаду начальника оперативного відділу штабу армії. 5 жовтня отримав звання підполковник. З жовтня 1920 року — начальник штабу 1-ї Запорізької дивізії, з якою повторно був інтернований у польських таборах.
Станом на квітень 1921 року служив підполковником 1-ї Запорізької стрілецької дивізії та перебував у таборі інтернованих у місті Вадовиці. Влітку-восени 1921 року Опанас Авксентійович — начальник штабу Південної повстанської групи, що готувала антибільшовицьке повстання на Півдні України.
До 1923 року Опанас Авксентійович перебував на еміграції на Волині (тоді у складі Польщі). Через національно-просвітницьку діяльність конфліктував із польською владою та КПЗУ. Під час однієї із сутичок був поранений в голову та втратив око. Подальша доля невідома.